# Сорбьер, Самюэль
Самюэль Сорбьер (фр. Samuel Sorbière; 17 сентября 1615, Сент-Амбруа — 9 апреля 1670, Париж) — французский писатель, переводчик, философ и врач, биограф Гассенди.

## Биография
Родился в кальвинистской семье, после ранней смерти родителей воспитывался дядей, протестантским богословом. С 1638 года изучал сперва теологию в Париже, затем медицину. Увлёкся социнианством. В 1642 году переехал в Голландию, где прожил несколько лет. После возвращения во Францию, в 1653 году принял католицизм, выступая против протестантов, пытался найти покровительство у папы Александра VII. Участник философских споров своего времени, был знаком с Гассенди (опубликовал его биографию в 1662 году) и Мерсенном, вёл длительную переписку с Гоббсом. Перевёл «Утопию» Томаса Мора и «Левиафан» Гоббса на французский язык. В Англии в 1663—1664 годы стал членом Королевского общества. Участвовал в организации Французской академии наук в 1666 году.

## Список сочинений
- Lettres et discours sur diverses matières curieuses, 1660
- De vita et moribus Pétri Gassendi, 1662
- Relation d’voyage fait en Angleterre, 1664
- Sorberiana, 1691